# Ștefana
Ștefana este un prenume feminin românesc care se poate referi la:
- Ștefana Rădulescu, soția scriitorului Liviu Rebreanu, cunoscută sub pseudonimul de actriță Fanny Rebreanu
- Ștefana Velisar Teodoreanu, prozatoare, poetă și traducătoare română, soția scriitorului Ionel Teodoreanu